# 海羅爾斯 (新墨西哥州)
海羅爾斯（英語：High Rolls）是位於美國新墨西哥州奧特羅縣的普查規定居民點。

## 人口
根據2020年美國人口普查的數據，海羅爾斯的面積為40.30平方千米，皆為陸地。當地共有人口862人，而人口密度為每平方千米21.39人。